# Томислав Перич
Томислав Перич (нар. 1 січня 1983) — колишній хорватський тенісист.
Найвищу одиночну позицію світового рейтингу — 342 місце досяг 15 листопада 2004, парну — 632 місце — 25 серпня 2003 року.

## Титули ITF Ф'ючерс

### Одиночний розряд: (4)
| Ранг | Дата     | Турнір                     | Покриття | Суперник        | Рахунок     |
| ---- | -------- | -------------------------- | -------- | --------------- | ----------- |
| 1.   | Сер 2004 | Іспанія F19, Ірун          | Ґрунт    | Чжу Беньцян     | 6–4, 7–6(5) |
| 2.   | Жов 2004 | Іспанія F27, Кордова       | Тверде   | Естебан Карріль | 7–6(4), 6–4 |
| 3.   | Жов 2006 | Іспанія F31, Мартос (Хаен) | Тверде   | Тоні Гольцінґер | 6–3, 6–2    |
| 4.   | Жов 2006 | Іспанія F32, Ель-Ехідо     | Тверде   | Давід Марреро   | 6–3, 6–4    |